# Danh sách tập Thần tượng âm nhạc: Vietnam Idol
Dưới đây là là danh sách tập phát sóng của chương trình Thần tượng âm nhạc: Vietnam Idol, cuộc thi ca hát trên truyền hình. Chương trình này được khởi động vào ngày 23 tháng 5 năm 2007, tính đến nay đã phát được 111 số.

## Mùa 1 (2007)
| # | Tựa đề                                     | Ngày phát sóng       | Ký hiệu   |
| --- | ------------------------------------------ | -------------------- | --------- |
| |                                            |                      |           |
| 1 | "Vòng thử giọng tại Hà Nội"                | 23 tháng 5, 2007     | 101       |
| 2 | "Vòng thử giọng tại Đà Nẵng & Cần Thơ"     | 30 tháng 5, 2007     | 102       |
| 3 | "Vòng thử giọng tại thành phố Hồ Chí Minh" | 06 tháng 6, 2007     | 103       |
| 4 | "Vòng nhà hát"                             | 13 tháng 6, 2007     | 104       |
| 5 | "Vòng nhà hát"                             | 15 tháng 6, 2007     | 105       |
| 6 | "Vòng piano"                               | 20 tháng 6, 2007     | 106       |
| 7 | "Vòng piano"                               | 22 tháng 6, 2007     | 107       |
| 8 | "Studio 1"                                 | 27 tháng 6, 2007     | 108       |
| Mười thí sinh được chọn tham gia trình diễn, qua đó ba thí sinh có số phiếu bình chọn cao nhất bước vào vòng chung kết. |                                            |                      |           |
| 9 | "Công bố kết quả Studio 1"                 | 29 tháng 6, 2007     | 108A      |
| Tốp 10: Xuân Linh, Thanh Phong, Ngọc Bích Bị loại: Huỳnh Mai, Tấn Minh, Ngọc Minh, Nhật Thanh, Bích Thảo, Ái Thi & Đức Tiến |                                            |                      |           |
| 10 | "Studio 2"                                 | 04 tháng 7, 2007     | 109       |
| Mười thí sinh được chọn tham gia trình diễn, qua đó ba thí sinh có số phiếu bình chọn cao nhất bước vào vòng chung kết. |                                            |                      |           |
| 11 | "Công bố kết quả Studio 2"                 | 06 tháng 7, 2007     | 109A      |
| Tốp 10: Ngọc Ánh, Thảo Trang & Phương Vy Bị loại: Thanh Đàn, Hồ Tiến Đạt, Đăng Thanh, Thu Trang, Hạ Trâm, Khắc Tuận & Cẩm Vân |                                            |                      |           |
| 12 | "Studio 3"                                 | 11 tháng 7, 2007     | 110       |
| Mười thí sinh được chọn tham gia trình diễn, qua đó ba thí sinh có số phiếu bình chọn cao nhất bước vào vòng chung kết. |                                            |                      |           |
| 13 | "Công bố kết quả Studio 3"                 | 13 tháng 7, 2007     | 110A      |
| Tốp 10: Thùy Dương, Duy Khánh & Trà My Bị loại: Tuấn Anh, Phú Cường, Hữu Giang, Phương Ly, Hoà Mi, Huyền Trang & Hải Yến |                                            |                      |           |
| 14 | "Wild Card"                                | 18 tháng 7, 2007     | 111       |
| Giám khảo tạo thêm một cơ hội cho 8 trong 21 thí sinh vừa bị loại được tiếp tục thể hiện và chỉ duy nhất một thí sinh được giành quyền vào vòng chung kết. Wild Card: Tuấn Anh, Ngọc Minh, Nhật Thanh, Đức Tiến, Hạ Trâm, Khắc Tuận, Cẩm Vân & Hải Yến |                                            |                      |           |
| 15 | "Công bố kết quả Wild Card"                | 20 tháng 7, 2007     | 111A      |
| Tốp 10: Hải Yến |                                            |                      |           |
| 16 | "Giới thiệu 10 thí sinh"                   | 25 tháng 7, 2007     | 112       |
| Đây là tập phim giới thiệu về mười thí sinh chính thức bước vào vòng chung kết, và quay lại những thước phim trong các vòng trước. Bỏ cuộc: Thùy Dương Thay thế: Ngọc Minh                                                                             |                                            |                      |           |
| 17 | "Tốp 10 trình diễn"                        | 01 tháng 8, 2007     | 113       |
| Chủ đề: Bài hát thể hiện mình |                                            |                      |           |
| 18 | "Công bố kết quả Tốp 10"                   | 03 tháng 8, 2007     | 113A      |
| Bài hát tập thể: ?? Bị loại: Ngọc Bích |                                            |                      |           |
| 19 | "Tốp 9 trình diễn"                         | 08 tháng 8, 2007     | 114       |
| Chủ đề: Đêm nhạc Top Hits |                                            |                      |           |
| 20 | "Công bố kết quả Tốp 9"                    | 10 tháng 8, 2007     | 114A      |
| Bài hát tập thể: ?? Bị loại: Thanh Phong |                                            |                      |           |
| 21 | "Tốp 8 trình diễn"                         | 15 tháng 8, 2007     | 115       |
| Chủ đề: Phong cách nhạc hiện đại của thế giới |                                            |                      |           |
| 22 | "Công bố kết quả Tốp 8"                    | 17 tháng 8, 2007     | 115A      |
| Bài hát tập thể: ?? Bị loại: Xuân Linh |                                            |                      |           |
| 23 | "Tốp 7 trình diễn"                         | 22 tháng 8, 2007     | 116       |
| Chủ đề: Đêm của rock |                                            |                      |           |
| 24 | "Công bố kết quả Tốp 7"                    | 24 tháng 8, 2007     | 116A      |
| Bài hát tập thể: ?? Bị loại: Hải Yến |                                            |                      |           |
| 25 | "Tốp 6 trình diễn"                         | 29 tháng 8, 2007     | 117       |
| Chủ đề: Đêm nhạc Trịnh Công Sơn |                                            |                      |           |
| 26 | "Công bố kết quả Tốp 6"                    | 31 tháng 8, 2007     | 117A      |
| Bài hát tập thể: ?? Bị loại: Trà My |                                            |                      |           |
| 27 | "Tốp 5 trình diễn"                         | 05 tháng 9, 2007     | 118       |
| Chủ đề: Khúc ngẫu hứng dân gian đương đại |                                            |                      |           |
| 28 | "Công bố kết quả Tốp 5"                    | 07 tháng 9, 2007     | 118A      |
| Bài hát tập thể: ?? Bị loại: Thảo Trang |                                            |                      |           |
| 29 | "Tốp 4 trình diễn"                         | 12 tháng 9, 2007     | 119       |
| Chủ đề: Đêm thử thách |                                            |                      |           |
| 30 | "Công bố kết quả Tốp 4"                    | 14 tháng 9, 2007     | 119A      |
| Bài hát tập thể: ?? Bị loại: Duy Khánh |                                            |                      |           |
| 31 | "Tốp 3 trình diễn"                         | 19 tháng 9, 2007     | 120       |
| Chủ đề: Hát cho người thân yêu |                                            |                      |           |
| 32 | "Công bố kết quả Tốp 3"                    | 21 tháng 9, 2007     | 120A      |
| Bài hát tập thể: ?? Bị loại: Ngọc Minh |                                            |                      |           |
| 33 | "Tốp 2"                                    | 26 tháng 9, 2007     | 121       |
| Chủ đề: Bài hát tự chọn |                                            |                      |           |
| 34 | "Lễ đăng quang"                            | 03 tháng 10 năm 2007 | 122 & 121 |
| Phương Vy đăng quang ngôi vị thần tượng âm nhạc của mùa thi đầu tiên. |                                            |                      |           |

## Mùa 2 (2008 & 2009)
| # | Tựa đề                                     | Ngày phát sóng       | Ký hiệu   |
| --- | ------------------------------------------ | -------------------- | --------- |
| |                                            |                      |           |
| 1 | "Vòng thử giọng tại Hà Nội"                | 03 tháng 9, 2008     | 201       |
| Giám khảo khách mời: nhạc sĩ Lê Quang. Thí sinh bán kết: Nguyễn Thị Cẩm Tú, Trần Hoàng Anh, Nguyễn Thị Pha Lê, Nguyễn Thị Thu Hà, Hoàng Thu Hà, Nguyễn Thị Minh Chuyên, Bùi Thị Ngọc Bích, Đinh Ứng Phi Trường... |                                            |                      |           |
| 2 | "Vòng thử giọng tại Cần Thơ & Đà Nẫng"     | 10 tháng 9, 2008     | 202       |
| Cần Thơ là địa điểm thử giọng quy tụ các thí sinh đến từ khắp vùng Đồng bằng sông Cửu Long; trong khi đó Đà Nẵng và Hội An, Quảng Nam là khu vực cho thí sinh miền Trung. Sau vòng này, 7 thí sinh khu vực miền Trung bước tiếp vào vòng trong. Thí sinh bán kết: Nguyễn Võ Lan Trinh... |                                            |                      |           |
| 3 | "Vòng thử giọng tại thành phố Hồ Chí Minh" | 17 tháng 9, 2008     | 203       |
| Vòng thi diễn ra với sự có mặt của các thí sinh chung kết của mùa thi đầu tiên: Phương Vy, Trà My, Duy Khánh, Ngọc Ánh, Thảo Trang. Khách sạn Mövenpick là nơi tổ chức thử giọng; giám khảo khách mời: nhạc sĩ Lê Quang. 41 thí sinh được chọn. Gương mặt đáng chú ý: người mẫu Minh Anh. Thí sinh bán kết: Nguyễn Duyên Anh, Phan Ngọc Luân, Bùi Nguyễn Trung Quân, Trần Quốc Thiên, Giáp Lê Tuấn... |                                            |                      |           |
| 4 | "Vòng nhà hát 1"                           | 24 tháng 9, 2008     | 204       |
| 94 thí sinh tụ họp tại Nhạc viện, Thành phố Hồ Chí Minh. Từ 94 còn lại 66 thí sinh chia thành nhóm ba người và trình diễn. |                                            |                      |           |
| 5 | "Vòng nhà hát 2"                           | 01 tháng 10 năm 2008 | 205       |
| Vòng thi hát nhóm tiếp tục. 26 thí sinh bị loại, 40 còn lại lần lượt hát đơn có nhạc đệm trước hội đồng giám khảo. 10 thí sinh nam và 10 thí sinh nữ được chọn bước vào vòng thi bán kết. |                                            |                      |           |
| 6 | "Bán kết 1"                                | 08 tháng 10 năm 2008 | 206       |
| 10 thí sinh nam tranh tài với nhau, chỉ 7 người được bước tiếp vào bán kết 3. |                                            |                      |           |
| 7 | "Công bố kết quả bán kết 1"                | 10 tháng 10 năm 2008 | 206A      |
| Bị loại: Tuấn Nam, Tuấn Dũng & Mạnh Tuấn |                                            |                      |           |
| 8 | "Bán kết 2"                                | 15 tháng 10 năm 2008 | 207       |
| 10 thí sinh nữ tranh tài với nhau, chỉ 7 người được bước tiếp vào bán kết 3. |                                            |                      |           |
| 9 | "Công bố kết quả bán kết 2"                | 17 tháng 10 năm 2008 | 207A      |
| Bị loại: Hương Trà, Pha Lê & Hoàng Thu Hà |                                            |                      |           |
| 10 | "Bán kết 3"                                | 22 tháng 10 năm 2008 | 208       |
| Bảy thí sinh nam còn lại thể hiện mình lần cuối để giành sự ủng hộ của khán giả, bước vào Tốp 10. |                                            |                      |           |
| 11 | "Công bố kết quả bán kết 3"                | 24 tháng 10 năm 2008 | 208A      |
| Bị loại: Trung Quân & Ngọc Luân |                                            |                      |           |
| 12 | "Bán kết 4"                                | 28 tháng 10 năm 2008 | 209       |
| Bảy thí sinh nữ còn lại thể hiện mình lần cuối để giành sự ủng hộ của khán giả, chỉ 5 thí sinh được bước vào Tốp 10. |                                            |                      |           |
| 13 | "Công bố kết quả bán kết 4"                | 31 tháng 10 năm 2008 | 209A      |
| Bị loại: Hà Ny & Ngọc Bích |                                            |                      |           |
| 14 | "Gặp gỡ 10 gương mặt mới"                  | 05 tháng 11 năm 2008 | 210       |
| Đây là tập phim giới thiệu về mười thí sinh được bước vào vòng chung kết, và quay lại những thước phim trong các vòng trước. |                                            |                      |           |
| 15 | "Tốp 10 trình diễn"                        | 12 tháng 11 năm 2008 | 211       |
| Chủ đề: Những bài hát thể hiện mình |                                            |                      |           |
| 16 | "Công bố kết quả Tốp 10"                   | 14 tháng 11 năm 2008 | 211A      |
| Bài hát tập thể: Vẫn hoài ước mơ (Đức Vượng) Bị loại: Minh Chuyên |                                            |                      |           |
| 17 | "Tốp 9 trình diễn"                         | 19 tháng 11 năm 2008 | 212       |
| Chủ đề: Nhạc đương đại |                                            |                      |           |
| 18 | "Công bố kết quả Tốp 9"                    | 21 tháng 11 năm 2008 | 212A      |
| Bài hát tập thể: ?? Bị loại: Hoàng Anh |                                            |                      |           |
| 19 | "Tốp 8 trình diễn"                         | 26 tháng 11 năm 2008 | 213       |
| Chủ đề: Tình khúc vượt thời gian |                                            |                      |           |
| 20 | "Công bố kết quả Tốp 8"                    | 28 tháng 11 năm 2008 | 213A      |
| Bài hát tập thể: Thương nhau ngày mưa (Nguyễn Trung Cang) Bị loại: Lê Tuấn |                                            |                      |           |
| 21 | "Tốp 7 trình diễn"                         | 03 tháng 12 năm 2008 | 214       |
| Chủ đề: Khúc biến tấu mang âm hưởng dân gian |                                            |                      |           |
| 22 | "Công bố kết quả Tốp 7"                    | 05 tháng 12 năm 2008 | 214A      |
| Bài hát tập thể: Tùy hứng lý qua cầu (Trần Tiến) Bị loại: Phi Trường |                                            |                      |           |
| 23 | "Tốp 6 trình diễn"                         | 10 tháng 12 năm 2008 | 215       |
| Chủ đề: Những ca khúc sôi động |                                            |                      |           |
| 24 | "Công bố kết quả Tốp 6"                    | 12 tháng 12 năm 2008 | 215A      |
| Bài hát tập thể: Ngọn lửa trái tim (Nguyễn Ngọc Thiện) Bị loại: Lan Trinh |                                            |                      |           |
| 25 | "Tốp 5 trình diễn"                         | 17 tháng 12 năm 2008 | 216       |
| Chủ đề: Những khúc ca được yêu thích từ thập niên 90 |                                            |                      |           |
| 26 | "Công bố kết quả Tốp 5"                    | 19 tháng 12 năm 2008 | 216A      |
| Bài hát tập thể: Phố hoa (Hoài An) Bị loại: Thu Hà |                                            |                      |           |
| 27 | "Tốp 4 trình diễn"                         | 24 tháng 12 năm 2008 | 217       |
| Chủ đề: Những tình khúc đêm đông Bài hát tập thể: Năm mới an lành (nhạc nước ngoài) |                                            |                      |           |
| 28 | "Công bố kết quả Tốp 4"                    | 26 tháng 12 năm 2008 | 217A      |
| Bài hát tập thể: Noel ước mơ (Quốc An) Bị loại: Cẩm Tú |                                            |                      |           |
| 29 | "Tốp 3 trình diễn"                         | 31 tháng 12 năm 2008 | 218       |
| Chủ đề: Hát tặng người thân yêu |                                            |                      |           |
| 30 | "Công bố kết quả Tốp 3"                    | 02 tháng 1, 2009     | 218A      |
| Bài hát tập thể: Xuân đã về (Minh Kỳ) Bị loại: Duyên Anh |                                            |                      |           |
| 31 | "Tốp 2"                                    | 07 tháng 1, 2009     | 219       |
| Chủ đề: Những bài hát thử thách Bài hát tập thể: Yêu đời (Nguyễn Dân) |                                            |                      |           |
| 32 | "Hành trình trở thành ngôi sao"            | 09 tháng 1, 2009     | 220       |
| Đây là tập phim tổng kết hành trình vươn lên của 10 thí sinh vòng chung kết. |                                            |                      |           |
| 33 | "Lễ đăng quang"                            | 14 tháng 1, 2009     | 221 & 222 |
| Bài hát tập thể: Vẫn hoài ước mơ (Đức Vượng), Cho bạn cho tôi (Lam Trường) Quốc Thiên trở thành thần tượng âm nhạc của mùa thi thứ hai. |                                            |                      |           |

## Mùa 3 (2010)
| # | Tựa đề                                               | Ngày phát sóng       | Ký hiệu |
| --- | ---------------------------------------------------- | -------------------- | ------- |
| |                                                      |                      |         |
| 1 | "Vòng thử giọng tại Hà Nội"                          | 21 tháng 8, 2010     | 1       |
| 37 thí sinh khu vực miền bắc vào vòng nhà hát, trong đó có 4 thí sinh dự sơ tuyển tại khu vực Hạ Long. Thí sinh vòng bán kết các lần trước: Trần Phương Ly (mùa 1) Thí sinh vào vòng bán kết: Lê Đức Anh, Trần Nguyễn Uyên Linh, Trần Phương Ly, Hà Minh Nguyệt, Bùi Thị Bích Phương, Nguyễn Văn Viết |                                                      |                      |         |
| 2 | "Vòng thử giọng tại Đà Nẵng & Cần Thơ"               | 28 tháng 8, 2010     | 2       |
| 9 thí sinh khu vực Dà Nẵng và 7 thí sinh khu vực Cần Thơ (bao gồm 4 thí sinh sơ tuyển tại Đăk Lăk). Thí sinh vòng bán kết các lần trước: Trần Phương Ly (mùa 1) Thí sinh vào vòng bán kết: Y Jalin Ayun |                                                      |                      |         |
| 3 | "Vòng thử giọng tại Thành phố Hồ Chí Minh"           | 04 tháng 9, 2010     | 3       |
| 43 thí sinh được vào tiếp vòng trong. Thí sinh vòng bán kết các lần trước: Phan Ngọc Luân & Bùi Nguyễn Trung Quân (mùa 2) Gương mặt giới giải trí: Trần Lân Nhã Thí sinh Song ca cùng thần tượng: Phan Ngọc Luân, Nguyễn Thị Phương Anh, Nguyễn Văn Thắng, Trần Minh Dũng, Đinh Vương Linh, Đoàn Phương Thảo. Thí sinh vào vòng bán kết: Lều Phương Anh, Nguyễn Thị Phương Anh, Nguyễn Tấn Đăng Khoa, Đinh Vương Linh, Trần Lân Nhã, Bùi Nguyễn Trung Quân, Nguyễn Văn Thắng |                                                      |                      |         |
| 4 | "Vòng Nhà hát 1"                                     | 11 tháng 9, 2010     | 4       |
| 93 thí sinh được chọn hội tụ ở Thành phố Hồ Chí Minh. 45 bị loại, 48 còn lại chia thành nhóm hát 4 người. |                                                      |                      |         |
| 5 | "Vòng Nhà hát 2"                                     | 18 tháng 9, 2010     | 5       |
| Sau khi trình diễn trong nhóm bốn người, các thí sinh được phân vào bốn phòng nhỏ. Hai phòng trong số đó bị loại; 24 thí sinh còn lại tiếp tục thi hát đơn có đệm piano để giành một trong 16 vé bán kết. |                                                      |                      |         |
| 6 | "Bán kết 1"                                          | 25 tháng 9, 2010     | 6       |
| 8 thí sinh bước vào vòng bán kết một |                                                      |                      |         |
| 7 | "Công bố kết quả Bán kết 1"                          | 28 tháng 9, 2010     | 6A      |
| 8 | "Bán kết 2"                                          | 02 tháng 10 năm 2010 | 7       |
| 8 thí sinh còn lại thi bán kết hai |                                                      |                      |         |
| 9 | "Công bố kết quả Bán kết 2"                          | 05 tháng 10 năm 2010 | 7A      |
| 10 | "Bán kết 3"                                          | 09 tháng 10 năm 2010 | 8       |
| Vòng thi Wild Card cho những thí sinh không vượt qua hai vòng bán kết trên. |                                                      |                      |         |
| 11 | "Công bố kết quả Bán kết 3"                          | 12 tháng 10 năm 2010 | 8A      |
| 12 | "Đêm tổng kết của 10 thí sinh sẽ vào vòng Chung kết" | 16 tháng 10 năm 2010 | 8B      |
| 13 | "Tốp 10 trình diễn"                                  | 23 tháng 10 năm 2010 | 9       |
| Chủ đề: |                                                      |                      |         |
| 14 | "Công bố kết quả Tốp 10"                             | 26 tháng 10 năm 2010 | 9A      |
| Bài hát tập thể: Bị loại: |                                                      |                      |         |
| 15 | "Tốp 9 trình diễn"                                   | 30 tháng 10 năm 2010 | 10      |
| Chủ đề: |                                                      |                      |         |
| 16 | "Công bố kết quả Tốp 9"                              | 2 tháng 11 năm 2010  | 10A     |
| Bài hát tập thể: Bị loại: |                                                      |                      |         |
| 17 | "Tốp 8 trình diễn"                                   | 06 tháng 11 năm 2010 | 11      |
| Chủ đề: |                                                      |                      |         |
| 18 | "Công bố kết quả Tốp 8"                              | 09 tháng 10 năm 2010 | 11A     |
| Bài hát tập thể: Bị loại: |                                                      |                      |         |
| 19 | "Tốp 7 trình diễn"                                   | 13 tháng 11 năm 2010 | 12      |
| Chủ đề: |                                                      |                      |         |
| 20 | "Công bố kết quả Tốp 7"                              | 16 tháng 11 năm 2010 | 12A     |
| Bài hát tập thể: Bị loại: |                                                      |                      |         |
| 21 | "Tốp 6 trình diễn"                                   | 20 tháng 11 năm 2010 | 13      |
| Chủ đề: |                                                      |                      |         |
| 22 | "Công bố kết quả Tốp 6"                              | 23 tháng 11 năm 2010 | 13A     |
| Bài hát tập thể: Bị loại: |                                                      |                      |         |
| 23 | "Tốp 5 trình diễn"                                   | 27 tháng 11 năm 2010 | 14      |
| Chủ đề: |                                                      |                      |         |
| 24 | "Công bố kết quả Tốp 5"                              | 30 tháng 11 năm 2010 | 14A     |
| Bài hát tập thể: Bị loại: |                                                      |                      |         |
| 25 | "Tốp 4 trình diễn"                                   | 04 tháng 12 năm 2010 | 15      |
| Chủ đề: |                                                      |                      |         |
| 26 | "Công bố kết quả Tốp 4"                              | 07 tháng 12 năm 2010 | 15A     |
| Bài hát tập thể: Bị loại: |                                                      |                      |         |
| 27 | "Tốp 3 trình diễn"                                   | 11 tháng 12 năm 2010 | 16      |
| Chủ đề: |                                                      |                      |         |
| 28 | "Công bố kết quả Tốp 3"                              | 14 tháng 12 năm 2010 | 16A     |
| Bài hát tập thể: Bị loại: |                                                      |                      |         |
| 29 | "Hành trình đến vòng cuối"                           | 17 tháng 12 năm 2010 | 16B     |
| Bài hát tập thể: Bị loại: |                                                      |                      |         |
| 30 | "Tốp 2 trình diễn"                                   | 18 tháng 12 năm 2010 | 17      |
| Chủ đề: |                                                      |                      |         |
| 31 | "Lễ đăng quang"                                      | 25 tháng 12 năm 2010 | 17A     |
| Bài hát tập thể: Bị loại: |                                                      |                      |         |

## Mùa 4 (2012)
| # | Tựa đề                                                    | Ngày phát sóng       | Ký hiệu |
| --- | --------------------------------------------------------- | -------------------- | ------- |
| |                                                           |                      |         |
| 1 | "Vòng thử giọng tại Hà Nội"                               | 17 tháng 8, 2012     | 1       |
| 2 | "Vòng thử giọng tại Đà Nẵng & Cần Thơ, & một phần Tp.HCM" | 24 tháng 8, 2012     | 2       |
| 3 | "Vòng thử giọng tại Thành phố Hồ Chí Minh"                | 31 tháng 8, 2012     | 3       |
| Tổng cộng 60 thí sinh được vào tiếp vòng trong.                                                             |                                                           |                      |         |
| 4 | "Vòng Nhà hát 1"                                          | 06 tháng 9, 2012     | 4       |
| Phát sóng trên VTV2 60 thí sinh lần lượt hát đơn, 32 vào tiếp vòng nhóm.                                    |                                                           |                      |         |
| 5 | "Vòng Nhà hát 2"                                          | 07 tháng 9, 2012     | 5       |
| 32 thí sinh chia làm 8 nhóm hát bốn người. Chỉ 16 (8 nam, 8 nữ) ở lại và tiếp tục ước mơ trong vòng bán kết |                                                           |                      |         |
| 6 | "Bán kết 1"                                               | 14 tháng 9, 2012     | 6       |
| 8 thí sinh nam                                                                                              |                                                           |                      |         |
| 7 | "Bán kết 2"                                               | 21 tháng 9, 2012     | 7       |
| 8 thí sinh nữ                                                                                               |                                                           |                      |         |
| 8 | "Công bố kết quả Bán kết"                                 | 28 tháng 9, 2012     | 8       |
| 5 nam và 5 nữ bước tiếp vào chung kết                                                                       |                                                           |                      |         |
| 8 | "Top 10 trình diễn"                                       | 05 tháng 10 năm 2012 | 8       |
| Chủ đề: |                                                           |                      |         |
| 9 | "Công bố kết quả Top 10"                                  | 12 tháng 10 năm 2012 | 8A      |
| Bài hát tập thể: Bị loại:                                                                                   |                                                           |                      |         |
| 10 | "Top 9 trình diễn"                                        | 19 tháng 10 năm 2012 | 9       |
| Chủ đề: |                                                           |                      |         |
| 11 | "Công bố kết quả Top 9"                                   | 26 tháng 10 năm 2012 | 9A      |
| Bài hát tập thể: Bị loại:                                                                                   |                                                           |                      |         |
| 12 | "Top 8 trình diễn"                                        | 2 tháng 11 năm 2012  | 10      |
| Chủ đề: |                                                           |                      |         |
| 13 | "Công bố kết quả Top 8"                                   | 9 tháng 11 năm 2012  | 10A     |
| Bài hát tập thể: Bị loại:                                                                                   |                                                           |                      |         |
| TBA | "Top 7 trình diễn"                                        | 16 tháng 11 năm 2012 | TBA     |
| Chủ đề: |                                                           |                      |         |
| TBA | "Công bố kết quả Top 7"                                   | 23 tháng 11 năm 2012 | TBA     |
| Bài hát tập thể: Bị loại:                                                                                   |                                                           |                      |         |
| TBA | "Top 6 trình diễn"                                        | 30 tháng 11 năm 2012 | TBA     |
| Chủ đề: |                                                           |                      |         |
| TBA | "Công bố kết quả Top 6"                                   | 7 tháng 12 năm 2012  | TBA     |
| Bài hát tập thể: Bị loại:                                                                                   |                                                           |                      |         |
| TBA | "Top 5 trình diễn"                                        | 14 tháng 12 năm 2012 | TBA     |
| Chủ đề: |                                                           |                      |         |
| TBA | "Công bố kết quả Top 5"                                   | 21 tháng 12 năm 2012 | TBA     |
| Bài hát tập thể: Bị loại:                                                                                   |                                                           |                      |         |
| TBA | "Top 4 trình diễn"                                        | 28 tháng 12 năm 2012 | TBA     |
| Chủ đề: |                                                           |                      |         |
| TBA | "Công bố kết quảópop 4"                                   | 4 tháng 1 năm 2013   | TBA     |
| Bài hát tập thể: Bị loại:                                                                                   |                                                           |                      |         |
| TBA | "Top 3 trình diễn"                                        | 11 tháng 1 năm 2013  | TBA     |
| Chủ đề: |                                                           |                      |         |
| TBA | "Công bố kết quả Top 3"                                   | 18 tháng 1 năm 2013  | TBA     |
| Bài hát tập thể: Bị loại:                                                                                   |                                                           |                      |         |
| TBA | "Top 2 trình diễn"                                        | 25 tháng 1 năm 2013  | TBA     |
| Chủ đề: |                                                           |                      |         |
| TBA | "Lễ đăng quang"                                           | 1 tháng 2 năm 2013   | TBA     |
| Bài hát tập thể: Bị loại:                                                                                   |                                                           |                      |         |